# Kuohzygia albolinea
Kuohzygia albolinea är en insektsart som beskrevs av Zhang 1990. Kuohzygia albolinea ingår i släktet Kuohzygia och familjen dvärgstritar. Inga underarter finns listade i Catalogue of Life.